# Adenosma elsholtzioides
Adenosma elsholtzioides är en grobladsväxtart som beskrevs av T. Yamazaki. Adenosma elsholtzioides ingår i släktet Adenosma och familjen grobladsväxter. Inga underarter finns listade i Catalogue of Life.